# Nuova arenaria rossa

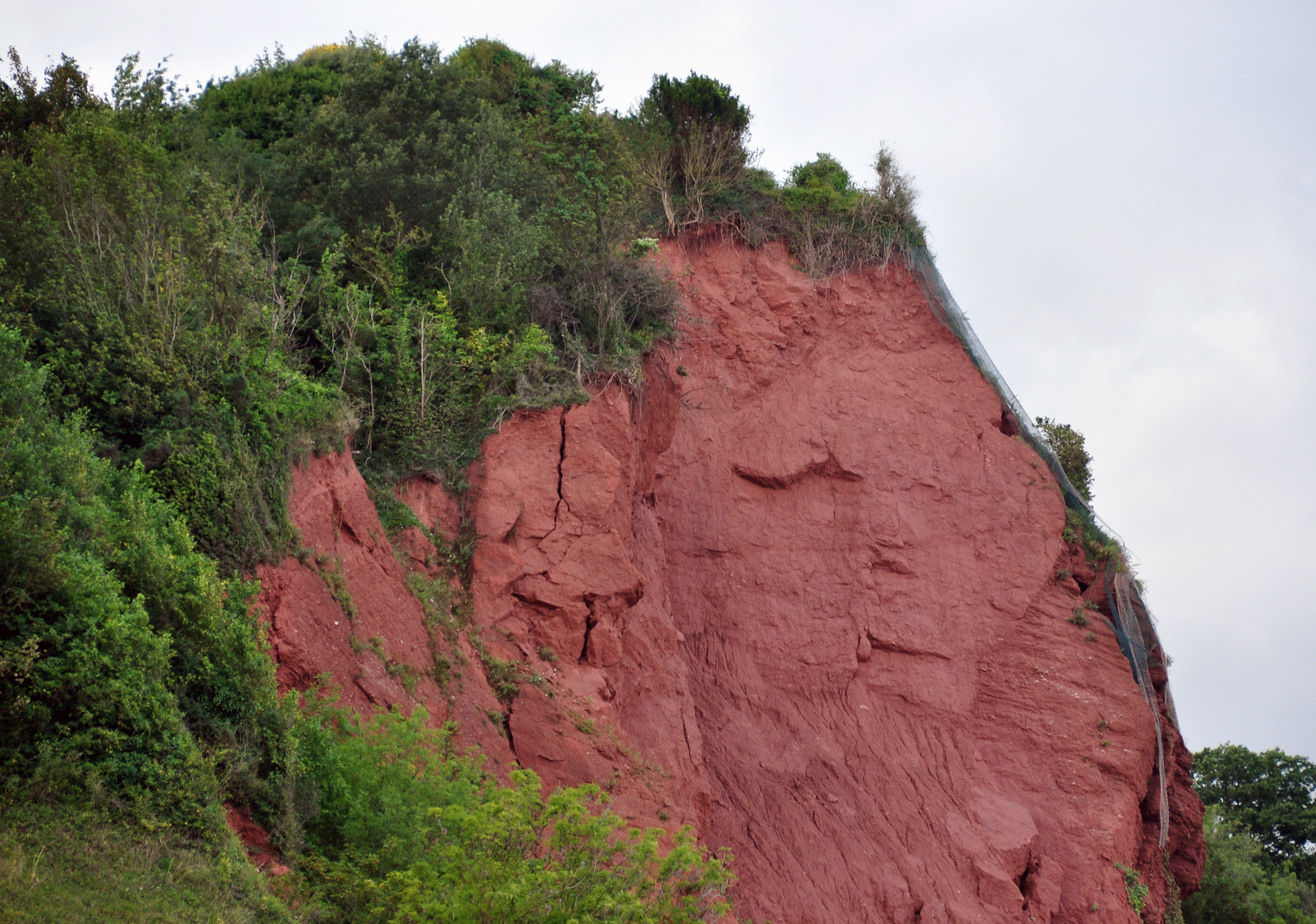
Scogliere di nuova arenaria rossa a Oddicombe nel Devon

La nuova arenaria rossa (in inglese: New Red Sandstone) è un'unità litostratigrafica del permiano, denominata nuova per distinguerla dalla simile antica arenaria rossa (Old Red Sandstone) risalente al siluriano-devoniano-carbonifero.
Questa formazione, presente soprattutto in Inghilterra, può contenere resti di vegetali e rettili terrestri.
Sono arenarie formate principalmente dallo smantellamento della catena ercinica varisica, quindi sono sedimenti di molassa. 